# Zębiełek gruboogonowy
Zębiełek gruboogonowy (Crocidura brunnea) – gatunek ssaka owadożernego z rodziny ryjówkowatych (Soricidae). Występuje endemicznie w Indonezji na wyspach Jawa i Bali. Niewiele wiadomo na temat ekologii tego gatunku. W Czerwonej księdze gatunków zagrożonych Międzynarodowej Unii Ochrony Przyrody i Jej Zasobów został zaliczony do kategorii LC (niższego ryzyka). Zagrożenia dla tego gatunku nie są znane. Ssak ten został zaliczony w 1982 roku przez Jenkinsa do Crocidura fuliginosa, co zweryfikował w 1995 roku Ruedi traktując C. brunnea i C. pudjonica za odrębne podgatunki.